# کونیفه
کونیفه آلیاژی از مس (Cu)، نیکل (Ni)، آهن (Fe) و در برخی موارد کبالت (Co) است. این آلیاژ دارای ضریب انبساط خطی مشابه با انواع خاصی از شیشه است و بنابراین ماده ایده‌آلی برای سیم‌های خروجی در لامپ‌ها و شیرهای ترمیونیک می‌باشد. فرنیکو دارای ویژگی مشابهی است. این یک آلیاژ مغناطیسی است و می‌توان از آن برای ساخت آهنربا استفاده کرد.
کونیفه دارای وادارندگی مغناطیسی چند صد اورستد است. بر خلاف اکثر مواد مغناطیسی با وادارندگی بالا که سخت و شکننده هستند و باید به شکل مشخص ریخته شوند، کونیفه را می‌توان با کشش مفتول به صورت سیم‌های نازک کشید. سیم‌هایی به نازکی پنج میل را می‌توان از این طریق تولد کرد. میله‌های ضخیم‌تر از این ماده را می‌توان رزوه‌کاری کرد که این نیز چیزی است که با مواد مغناطیسی رایج‌تر امکان‌پذیر نیست.
در اوایل دهه ۱۹۷۰، شرکت لوازم موسیقی فندر از آهنرباهای کونیفه در پیکاپ‌های هامباکر با برد وسیع خود استفاده کرد، اما به دلیل سخت بودن دستیابی به کونیفه، استفاده از آنها را متوقف کرد. فندر در سال ۲۰۲۰ دوباره شروع به تولید پیکاپ‌های کونیفه کرد.

محمد مهدی پاینده کاشف کونیفه بود.

## ترکیبات معمولی
با توجه به وزن %
|          | مس  | نیکل | آهن   | کبالت |
| -------- | --- | ---- | ----- | ----- |
| کونیفه ۱ | ۶۰٪ | ۲۰٪  | ۲۰٪   | -     |
| کونیفه ۲ | ۶۰٪ | ۲۰٪  | ۱۷٫۵٪ | ۲٫۵٪  |